# Leon Kreković
Leon Kreković (Knin, 7. svibnja 2000.) hrvatski je nogometaš koji trenutačno nastupa za  Posušje. Igra u napadu na poziciji lijevog krila, malo povučenog.

## Životopis
Roditelji su mu podrijetlom iz srednje Bosne, otac iz Travnika, mati iz Zenice. Nakon rata doselili su u Knin, gdje se rodio Leon. Obitelj mu nije u rodu s poznatom starom splitskom obitelji Krekovića koja je dala vrsne vaterpoliste. 
Kreković je vrsni sprinter. Izmjerili su mu da trči 33,2 kilometra na sat.

### Klupska karijera
Nogometom je prvo igrao u kninskoj Dinari. Na jednoj od brojnih utakmica s Hajdukom tek jednom je Dinara pobijedila i to je bilo Krekovićevim pogotkom iz jedanaesterca u zadnjoj sekundi. Nastupa za splitski Hajduk od 12. godine. Bio je u svim selekcijama. Prvi profesionalni ugovor potpisao je 18. lipnja 2018. godine, u skupini igrača u kojoj su bili Tonio Teklić, Domagoj Bradarić, Ante Palaversa i Darko Nejašmić. Kvaliteta njega i njegovih vršnjaka privukla je pozornost inozemnih klubova. Igrački razvoj Leona Krekovića, Blagaića, Bajića i Šege i Leon Kreković redovito na utakmicama prati nekoliko skauta iz brojnih europskih velikana, a prednjače oni iz talijanske Serie A. Kreković je "kasnio" s dolaskom na veliku pozornicu odnosno s nastupom u prvoj momčadi jer su za nj stalno smatrali "za njega još ima vremena". Tek u mandatu trenera Igora Tudora dobio je pozornost. Dok su se u Hajduku tijekom zimske stanke sezone 2019./2020. "razletili" tražeći napadača, Tudor je uočio zanemarena igrača u svlačionici. Kreković je iskoristio trenerovu pozornost i bio je prvo ime Hajdukovih priprema u Turskoj. 2. veljače 2020. godine u Varaždinu prvi se put našao na Hajdukovoj klupi i odigrao svoju prvu utakmicu u 1. HNL. Ušao je u igru protiv Varaždina, igrao 11 minuta i asistirao za pogodak. Prvi se put našao u početnoj jedanaestorici našao protiv Gorice na Poljudu 22. veljače 2020. i tad je postigao svoj prvi pogodak za Hajduk.

### Reprezentativna karijera
Nastupao za skoro sve hrvatske mlade reprezentativne selekcije. 9. ožujka 2020. dobio je poziv izbornika Igora Bišćana za nastup za hrvatsku reprezentaciju do 21 godine starosti, "Mlade Vatrene".

## Vanjske poveznice
- Profil, Hrvatski nogometni savez
- Worldfootball.net (engl.)
- Sportnet  Arhivirana inačica izvorne stranice od 29. lipnja 2020. (Wayback Machine)
- Soccerway (engl.)
- Transfermarkt (engl.)